# 双(三氟甲基磺酰)氨基三乙基锍
双(三氟甲基磺酰)氨基三乙基锍是一种室温离子液体，化学式为C8H15F6NO4S3。它可由硫酸二乙酯、乙硫醚和双(三氟甲基磺酰)氨基锂反应得到。它可用作染料或二氧化碳的溶剂。它可用于电化学研究。